# The Smugglers (film 1911)
The Smugglers è un cortometraggio muto del 1911 prodotto dalla Kalem Company e diretto da Pat Hartigan.

## Produzione
Il film, prodotto dalla Kalem Company, fu girato in California, a Santa Monica.

## Distribuzione
Distribuito dalla General Film Company, il film - un cortometraggio di una bobina - uscì nelle sale cinematografiche USA il 13 ottobre 1911.